# Clematis strigillosa
Clematis strigillosa là một loài thực vật có hoa trong họ Mao lương. Loài này được Baker mô tả khoa học đầu tiên năm 1881.